# Вона написала вбивство
«Вона написала вбивство» (англ. Murder, She Wrote) — американський детективний телесеріал з Анджелою Ленсбері у головній ролі, який розповідає про пригоди письменниці Джессіки Флетчер. Серіал виходив в ефір протягом 12 сезонів, з 1984-го по 1996 рік на каналі CBS.
Серіал став однією з найдовготриваліших та найуспішніших драм на телебаченні, а також одним з найпопулярніших серіалів 1980-х років. Проєкт також мав успіх на міжнародному ринку й транслювався у десятках країн світу, в тім числі й в Україні. У 1984-му і 1985 роках проєкт виграв Золотий глобус за найкращий серіал — драма, а також тричі номінувався на премію Еммі за найкращий драматичний серіал — у 1985, 1986 та 1987 роках. Анджела Ленсбері десять разів була номінована на премію Золотий глобус, вигравши чотири рази, та 12 разів на премію Еммі за свою роль у серіалі. Їй належить рекорд за кількістю номінацій у категорії за найкращу жіночу роль у телевізійному серіалі — драма, а також антирекорд за кількістю номінацій без перемог на премію Еммі у категорії за найкращу жіночу роль у драматичному телесеріалі.

## Сюжет
Залишившись сама після смерті чоловіка, мешканка невеликого портового міста Кебот-Коув у штаті Мен Джессіка Флетчер присвячує себе написанню детективних романів. Вона починає багато подорожувати, навідує друзів, збирає матеріали для нових книг, а також допомагає поліції розкривати вбивства, які відбуваються там, куди вона приїжджає.

## У ролях
Основні персонажі
- Анджела Ленсбері — Джессіка Флетчер
- Том Бослі — шериф Еймос Таппер
- Вільям Віндом — доктор Сет Хезлетт
- Рон Масак — шериф Морт Мецгер

Другорядні персонажі
- Джеррі Орбах — Гаррі Макгроу
- Маріса Беренсон — Клаудія Кемерон
- Джої Креймер — Чарлі Маккаллум
- Сізар Ромеро — Дієго Сантана
- Рут Роман — Лоретта Спігелл
- Кетрін Грейсон — Айдіал Моллой
- Джулі Адамс — Єва Сімпсон
- Мелінда Кулеа — Ніколь Гері
- Хейлі Мілз — Синтія Тейт

У серіалі також з'являлися: Джанет Лі, Норман Ллойд, Марша Гант, Кевін Сорбо, Люсі Арназ, Вівіан Блейн, Джордж Клуні, Енн Френсіс, Віра Майлз, Ейлін Бреннан, Глорія Стюарт, Ширлі Найт, Джуліанна Маргуліс, Джон Гловер, Марта Скотт, Джин Сіммонс, Капучіне, Міллі Перкінс, Леслі Нільсен, Джун Еллісон, Барбара Бебкок, Саманта Еггар, Рута Лі, Роберт Вон, Джин Пітерс, Тіппі Гедрен, Сід Чарісс, Евелін Кейс, Лорейн Дей, Лоїс Чайлз, Крістіна Піклз, Джон Саксон, Ненсі Лі Гран, Кончата Феррелл, Доріан Ґреґорі, Пайпер Лорі, Патті Маккормак, Джанель Молоні, Барбара Боссон, Флойд Вестерман, Енн Міра, Джессіка Волтер, Ліза Бейнс, Ліз Шерідан, Ніколас Костер, Діана Бейкер, Маргарет О'Браєн, Ів Пламб, Енді Гарсія та інші.